# Конрад III фон Франкенщайн
Конрад III фон Франкенщайн (на немски: Konrad III von Frankenstein; Conrad III. v.u.zu Frankenstein; * пр. 1361; † сл. 1397) е господар на Франкенщайн в Оденвалд.

## Произход
Той е син на Конрад II фон Франкенщайн († сл. 1366) и първата му съпруга Елизабет фон Динхайм († пр. 1340), дъщеря на Виганд фон Динхайм и Елизабет де Ст. Албан. Баща му се жени втори път за Магдалена фон Ербах-Ербах († сл. 1366), дъщеря на шенк Конрад III фон Ербах-Ербах.
Брат е на Йохан I († 1401) и на Елизабет фон Франкенщайн († 1344), омъжена за Зигфрид фон Щраленберг († сл. 1368).

## Фамилия
Конрад III фон Франкенщайн се жени пр. 8 юли 1362 г. за Ида фон Бикенбах († сл. 1370), дъщеря на Конрад III фон Бикенбах († 1354) и втората му съпруга Агнес фон Ербах-Ербах († сл. 1347), дъщеря на шенк Еберхард V фон Ербах-Ербах († пр. 1303) и Агнес Райц фон Бройберг († 1302). Те имат пет деца:
- Елизабет фон и цу Франкенщайн, омъжена ок. 1391 г. за Дитрих IV фон Геминген († 3 март 1414)
- Конрад IV фон Франкенщайн (* пр. 1402; † сл. 1424), бургграф на Щаркенбург, женен за Анна фон Хелмщат (* ок. 1414)
- Филип I фон и цу Франкенщайн (* пр. 1409; † пр. 3 март 1433), женен на 20 март 1411? г. за Гела (Гертруд) фон Кронберг († сл. 1418)
- Ида фон и цу Франкенщайн (* пр. 1399; † пр. 1440), омъжена I. за Петер Кемерер фон Вормс († 1397), II. за Йохан Боос фон Валдек (* пр. 1398; † сл. 1427)
- Аделхайд фон и цу Франкенщайн